# Brigitte Jahr
Brigitte Jahr (* 19. Mai 1951 in Gera) ist eine deutsche Politikerin der SPD und war von 2002 bis 2006 Mitglied im Landtag von Sachsen-Anhalt.

## Leben und Beruf
Nach dem Abitur 1969 studierte sie an der Technischen Hochschule Leuna-Merseburg und schloss 1973 als Diplom-Chemikerin ab. Anschließend war sie bis 1979 als wissenschaftliche Mitarbeiterin in der Grundlagenforschung des VEB Fotochemisches Kombinat Wolfen tätig. Von 1979 bis 1984 war sie Laborleiterin. Jahr war von 1985 bis 1987 Qualitätssicherungsbeauftragte des VEB Wasserwirtschaft Bitterfeld. Anschließend war sie Mitarbeiterin im Stab des Produktionsdirektors. 1992 wurde sie Geschäftsführerin der Wolfener Analytik GmbH.
Jahr ist geschieden und hat zwei Kinder.

## Partei
1993 wurde Jahr Mitglied der SPD.
Ab 1997 war sie Mitglied im Landesvorstand der Arbeitsgemeinschaft Selbständige in der SPD (AGS) und von 1999 bis 2006 im Bundesvorstand der AGS.

## Abgeordnete
Jahr war von 1994 bis 1998 Kreistagsabgeordnete im Landkreis Bitterfeld und war Mitglied im Wirtschaftsausschuss.
Sie war zwischen 2002 und 2006 Abgeordnete im Landtag von Sachsen-Anhalt und vertrat den Wahlkreis Bitterfeld.
Jahr war Mitglied im Umweltausschuss und im Petitionsausschuss.

## Quelle
- Landtag von Sachsen-Anhalt 4. Wahlperiode 2002–2006, Neue Darmstädter Verlagsanstalt.

| Personendaten    | Personendaten                   |
| ---------------- | ------------------------------- |
| NAME             | Jahr, Brigitte                  |
| KURZBESCHREIBUNG | deutsche Politikerin (SPD), MdL |
| GEBURTSDATUM     | 19. Mai 1951                    |
| GEBURTSORT       | Gera                            |